# 박설구속
박설구속(학명: Geopelia)은 비둘기과에 속하는 비둘기의 속이다.
모든 기후대의 지역에 서식하는 300종 이상의 비둘기과와는 외형적으로 비슷하지만 크기에서 비둘기속에 속한 비둘기 종 보다 그 크기가 작다.

## 분류
조류학자 데렉 굿윈은 1967년 그의 저서에서 박설구속에 얼룩말무늬비둘기, 평화비둘기, 줄무늬비둘기를 넣었다. 같은 박설구속인 줄무늬비둘기가 노란 눈꺼풀을 가지고 있다고 있었지만 로날드 에릭 존스턴(Ronald Eric Johnstone)은 얼룩말무늬비둘기와 평화비둘기가 파란색 눈꺼풀을 가지고 있다는 것을 근거로 1992년 이 두 종을 박설구속에 넣었다. 한편 데이빗 깁스(David Gibbs)는 1986년 그의 저서에서 조류학자 사무엘 엘버트 화이트(Samuel Albert White)와 브루스 빌러(Bruce Beehler)가 주장한 보다 좁은 분류를 따랐다. 다시 2001년 개정판을 내면서 지금과 같은 분류를 사용한다.

## 종류
1967년 데렉 굿윈의 저서에서 밝힌 박설구속에 넣은 비둘기종은 다음과 같다.
- 얼룩말무늬비둘기 geopelia striata striata
- 평화비둘기 geopelia striata placida
- 줄무늬비둘기 geopelia striata maugeus

2001년 데이빗 깁스가 자신의 저서에서 밝힌 내용은 다음과 같다.
- 박설구 geopelia cuneata, 줄무늬 무늬의 나머지 종과 달리 점박이 무늬를 가지고 있다.[4]
- 얼룩말무늬비둘기 geopelia striata striata
- 줄무늬비둘기 geopelia striata maugeus
- 평화비둘기 geopelia striata placida
- 어깨줄무늬비둘기 geopelia humeralis, 110g으로 20~70g인 다른 박설구속 비둘기 중 가장 크다.[4]

## 같이 보기
- 비둘기속
- 멧비둘기속